# Jan Krzysztof Makulski

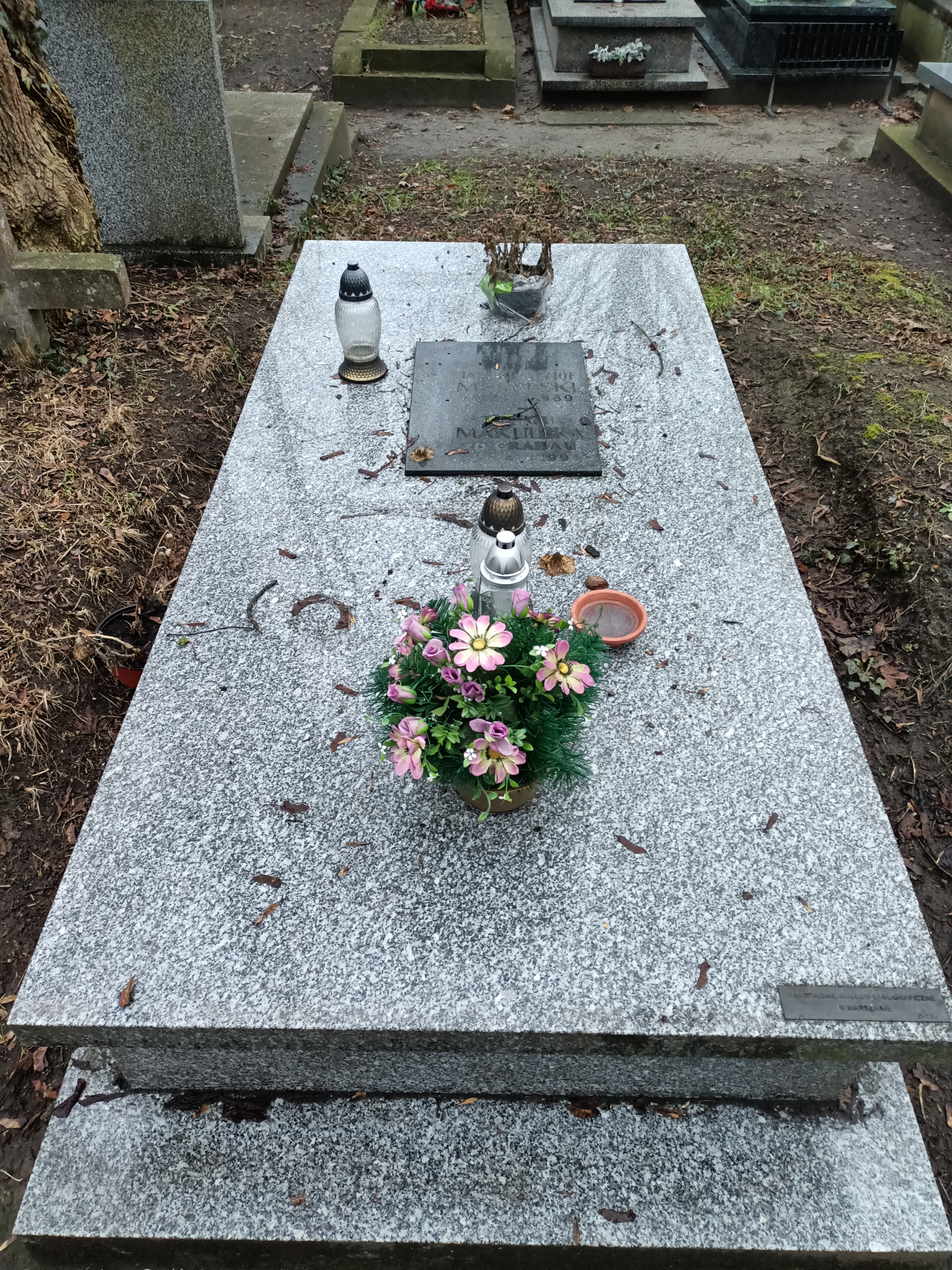
Grób Jana Krzysztofa Makulskiego na Cmentarzu Powązkowskim

Jan Krzysztof Makulski (ur. 15 stycznia 1938 w Warszawie, zm. 18 listopada 1989) – dyrektor Państwowego Muzeum Etnograficznego w Warszawie w latach 1974–1989, doktor nauk humanistycznych o specjalności afrykanistyka, etnografia, teoria kultury.

## Życiorys
Absolwent Uniwersytetu Warszawskiego. Studiował etnografię, archeologię i socjologię. Po studiach pracował w Zakładzie Etnografii Instytutu Historii Kultury Materialnej Polskiej Akademii Nauk, a następnie w Uniwersytecie Warszawskim w Katedrze Socjologii oraz w Katedrze Socjologii Kultury. W roku 1969 uzyskał stopień doktora nauk humanistycznych. Jego rozprawa doktorska traktuje o przemianach społecznych i ekonomicznych u plemion tuareskich Sahary. W 1970 został wicedyrektorem, a w 1974 roku dyrektorem Państwowego Muzeum Etnograficznego w Warszawie.
Jego zainteresowania badawcze wiązały się z Afryką – prowadził projekty badawcze i konserwatorskie w Angoli, oraz teorią muzealnictwa.
Pochowany na cmentarzu Powązkowskim w Warszawie.

## Nagrody
1985: Nagroda artystyczna Ministra Kultury i Sztuki za całokształt osiągnięć w dziedzinie muzealnictwa etnograficznego